# Stylidium brunonianum
Stylidium brunonianum este o specie de plante dicotiledonate din genul Stylidium, familia Stylidiaceae, ordinul Asterales.

## Subspecii
Această specie cuprinde următoarele subspecii:
- S. b. brunonianum
- S. b. minor